# Baiomys
Genre

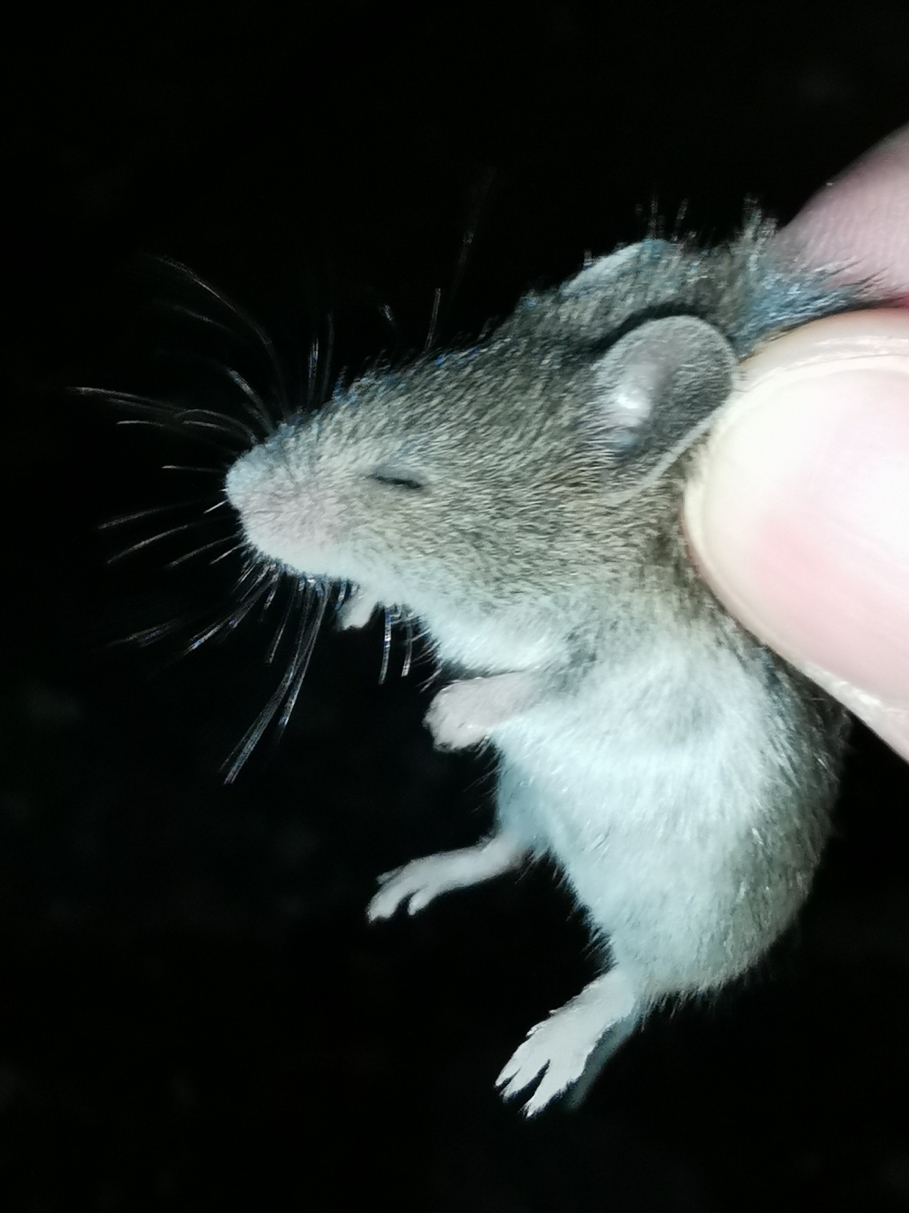
Baiomys musculus

Baiomys est un genre de rongeurs de la famille des Cricétidés.

## Liste des espèces
Selon Mammal Species of the World (version 3, 2005)  (16 mars 2011), NCBI (16 mars 2011) et ITIS (16 mars 2011) :
- Baiomys musculus (Merriam, 1892)
- Baiomys taylori (Thomas, 1887) - souris pygmée d'Amérique